# Planodasys littoralis
Planodasys littoralis är en djurart som tillhör fylumet bukhårsdjur, och som beskrevs av Chandrasekara Rao 1993. Planodasys littoralis ingår i släktet Planodasys och familjen Planodasyidae.
Artens utbredningsområde är Indiska oceanen. Inga underarter finns listade i Catalogue of Life.